# Spoorlijn Lučenec – Veľký Krtíš
De spoorlijn Lučenec – Veľký Krtíš (lijnnummer 161) is een enkelsporige lijn in het zuiden van Slowakije, die Lučenec (Slowakije) verbindt met Veľký Krtíš (Slowakije), Een deel van deze spoorlijn is gesitueerd op Hongaars grondgebied. De terminus van de lijn is gelegen in Veľký Krtíš, in de omgeving van de plaatselijke bruinkoolmijn Baňa Dolina, die in 2015 werd gesloten.

## Geschiedenis

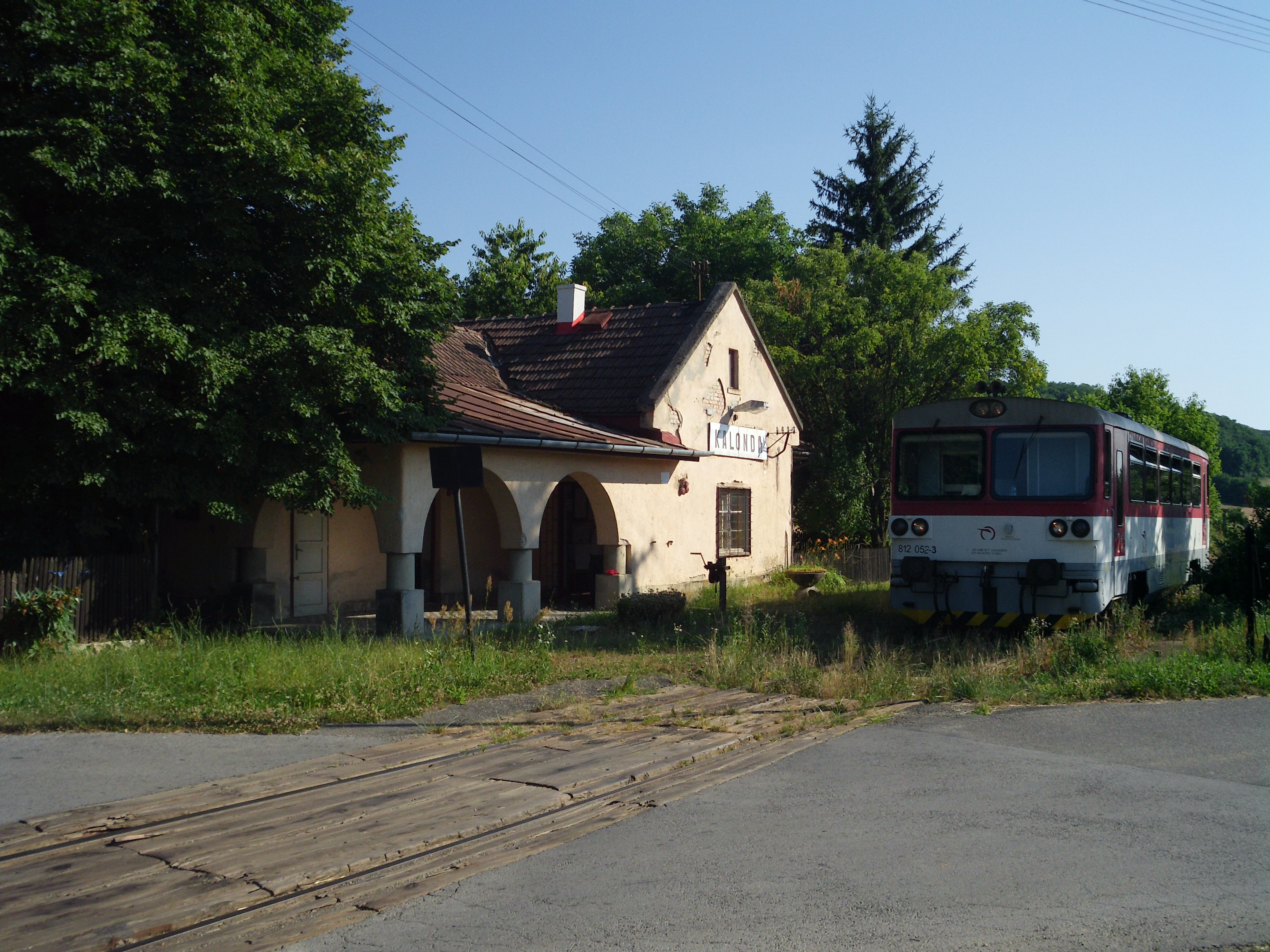
Stopplaats Kalonda

De gezamenlijke Hongaars-Slowaakse geschiedenis in Oostenrijk-Hongarije had in de tweede helft van de 18e eeuw en in de eerste decennia van de 19e eeuw een aanzienlijke impact op de ontwikkeling van de vervoersstromen. De spoorwegen in Oostenrijk-Hongarije leidden destijds naar het centrum van de natie, met andere woorden: naar de hoofdstad Boedapest, en er waren in het land weinig verbindingen in west-oostelijke richting.
Lučenec, in het zuiden van het Slowakije, werd op 4 mei 1871 per spoor verbonden met Fiľakovo.
Op 18 juni 1871 werd de belangrijke spoorlijn van Salgótarján (Hongarije) naar Zvolen (Slowakije) via Fiľakovo (Slowakije) in dienst gesteld. Zodoende kwam op die dag de spoorverbinding tussen Lučenec en Zvolen tot stand.
In eerste instantie werd het zuiden van Slowakije bij middel van spoorlijnen verbonden met het huidige Hongarije. Pas later werden er lijnen aangelegd voor interne west-oost-verbindingen op het grondgebied van Opper-Hongarije (thans Slowakije).

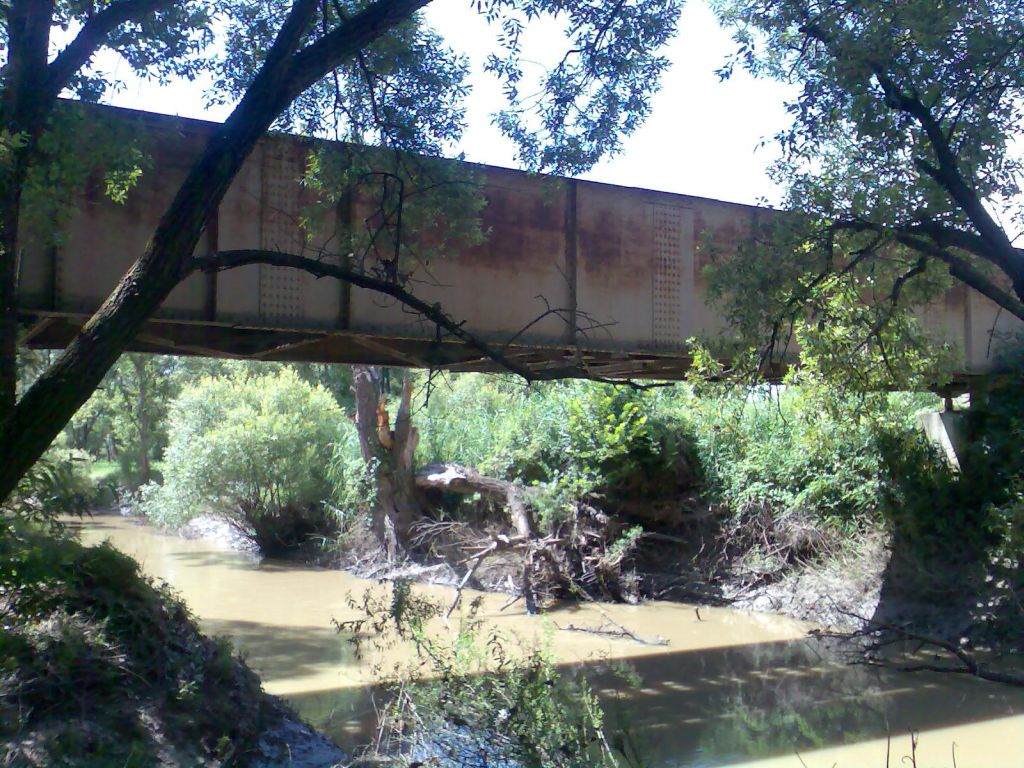
Spoorwegbrug over de Ipeľ

Op 15 september 1896 werd een lijn in dienst gesteld die Lučenec (Slowakije) via Kalonda verbond met de Hongaarse gemeente Balassagyarmat. Laatstgenoemde stad is gelegen aan de waterloop Ipeľ. Sedert de scheiding van Slowakije en Hongarije en sedert de totstandkoming van Tsjecho-Slowakije vormt deze rivier de natuurlijke grens tussen Hongarije en Slowakije.
In de omgeving van Veľký Krtíš (Slowakije) werd reeds sedert 1854 bruinkool gewonnen. Na de Tweede Wereldoorlog had de groeiende mijnbouw in Malé Straciny nood aan een spoorverbinding binnen Tsjecho-Slowakije.
Aldus begon in 1946 de wordingsgeschiedenis van de sectie Lučenec - Veľký Krtíš. Voorheen waren een aantal varianten bedacht voor een transportverbinding op maat. Ingevolge de hoge bouwkosten werden evenwel de oudere en duurdere voorstellen afgewezen, en werd een nieuwe variant gepresenteerd die Lučenec met Veľký Krtíš kon verbinden via de bestaande Hongaarse lijn "Kalonda (Slowakije) - Nógrádszakál (Hongarije)".
Een staatsovereenkomst met Hongarije, daterende van 1950, met betrekking tot het gezamenlijke gebruik van die Hongaarse lijn, impliceerde belangrijke besparingen. 
Op 12 september 1951 werd vanaf de Slowaaks / Hongaarse grens een eerste deel van de lijn in de richting Veľký Krtíš in gebruik genomen, met name:  de sectie van Bušince naar Malé Straciny. De bediening van de plaats Veľký Krtíš was toen nog niet gerealiseerd en er volgde een bouwonderbreking die bijna dertig jaar duurde.
Pas in 1968 werd het idee om Veľký Krtíš met Lučenec te verbinden, nieuw leven ingeblazen. De indienststelling van het sluitstuk Veľký Krtíš - Malé Straciny gebeurde op 28 februari 1978.
In de jaren 1980 bedroeg de jaarlijkse produktie van de bruinkoolcentrale Baňa Dolina ongeveer een miljoen ton. Ingevolge het slinkend gebruik van deze fossiele brandstof was in 2012 de produktie echter verminderd tot 116.000 ton per jaar. Om die reden werd de centrale op 31 maart 2015 gesloten.

## Indienststellingen
- 4 mei 1871: Lučenec - Fiľakovo
- 18 juni 1871: Salgótarján - Fiľakovo & Lučenec - Zvolen
- 15 september 1896: Lučenec - Kalonda - Balassagyarmat
- 12 september 1951: Bušince - Malé Straciny
- 28 februari 1978: Malé Straciny - Veľký Krtíš

## Treindienst

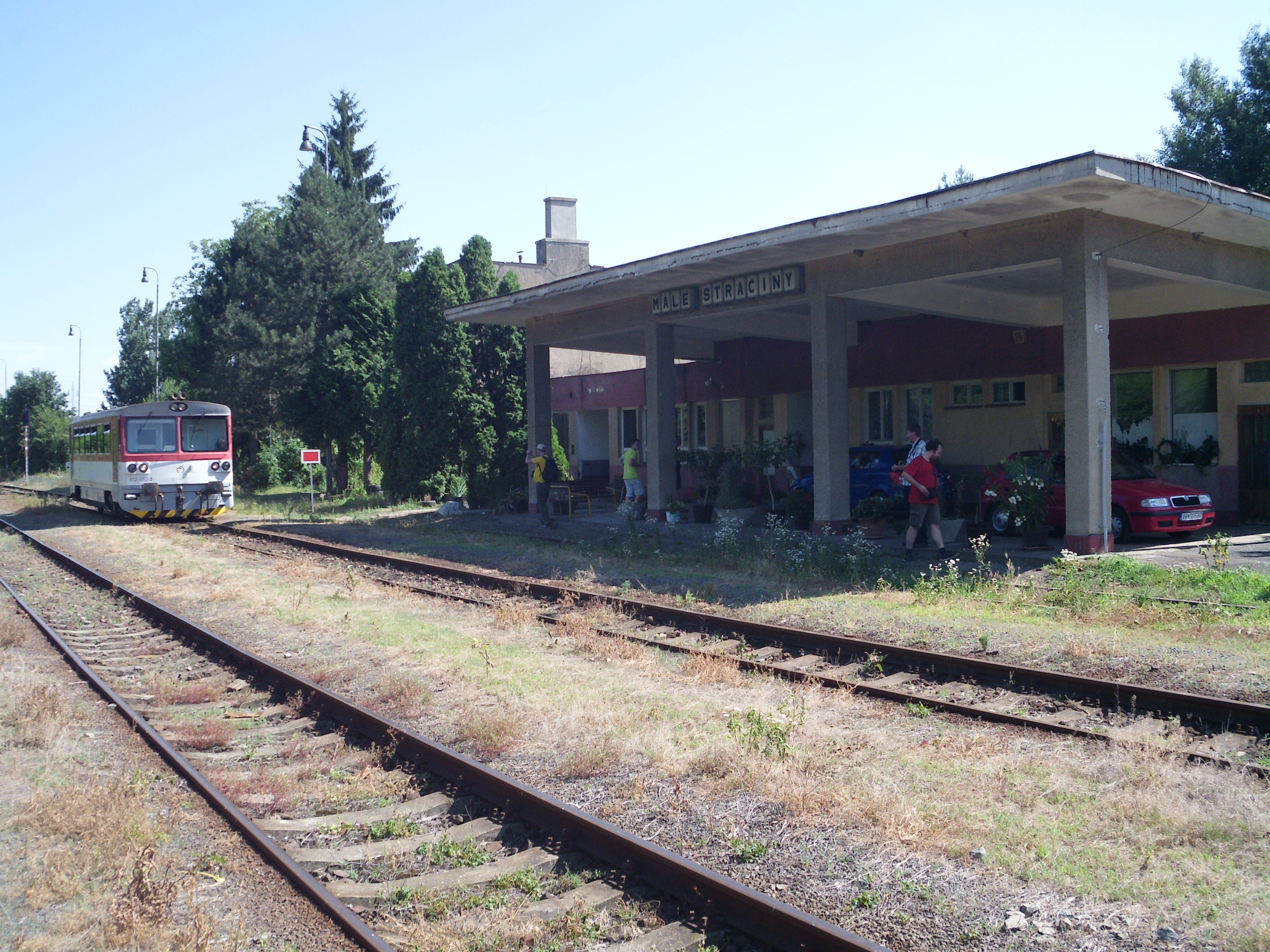
Stopplaats Male Straciny

Het passagiersverkeer was gedurende de gehele exploitatieperiode beperkt tot drie paar treinen per dag. Deze waren in hoofdzaak bestemd voor het aan- en afvoeren van pendelaars voor de ploegenwissel, voor hun activiteit in de Baňa Dolina-mijn.
Het personenvervoer met stoptreinen (Os = Omnibus) op het traject Bušince - Veľký Krtíš werd opgeschort op 31 mei 1992.
Voor het traject Lučenec - Kalonda gebeurde hetzelfde op 2 februari 2003.

## Stations en stopplaatsen

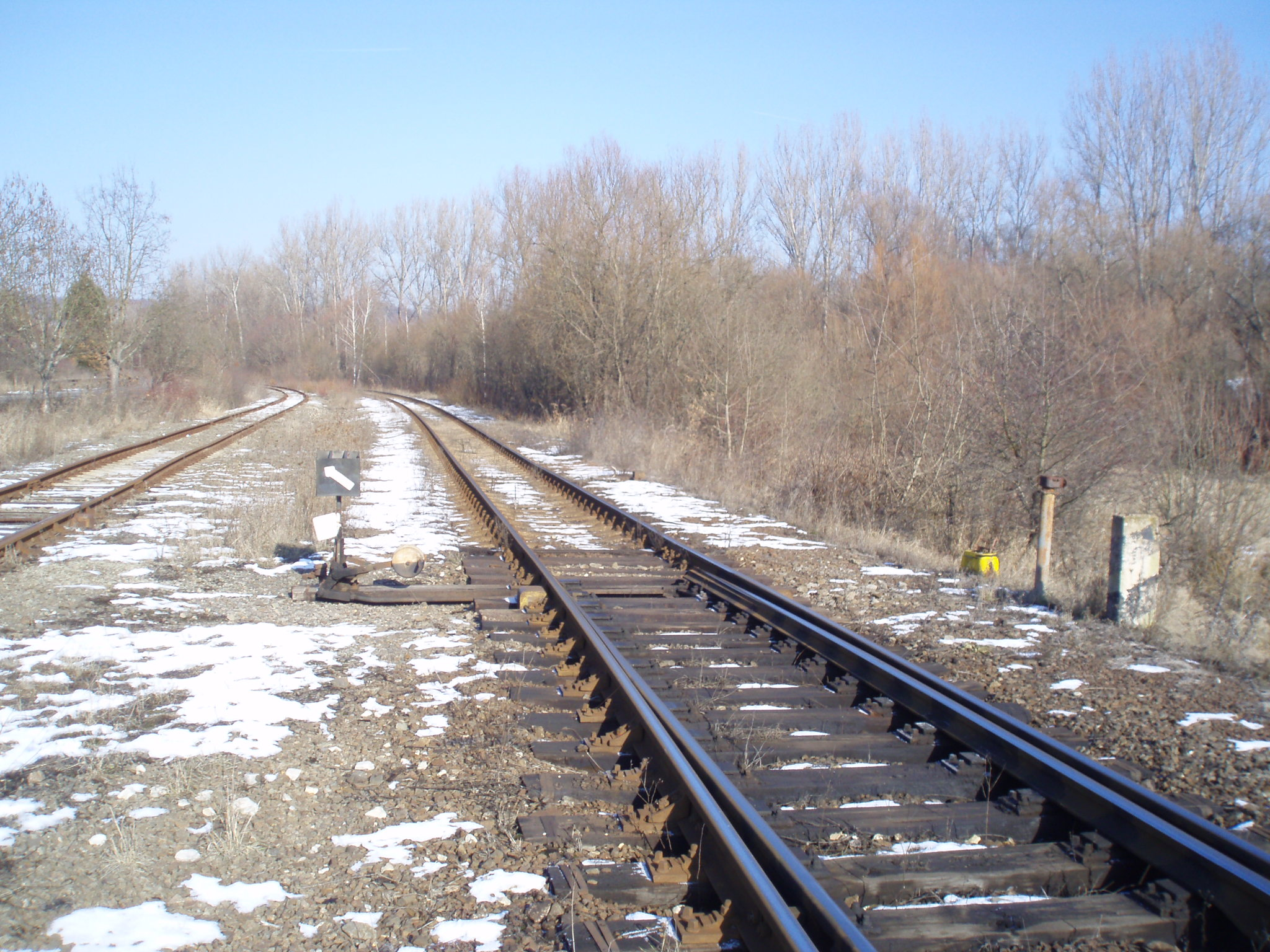
Het spoor in Veľký Krtíš.JPG

De lijn bedient de volgende stations (s) en haltes:
| Afstand | Station of stopplaats          | Opmerking                                                                   |
| ------- | ------------------------------ | --------------------------------------------------------------------------- |
| 0,0     | Lučenec (s)                    | vertakking naar de lijnen: • 160 (Zvolen – Košice) • 162 (Lučenec – Utekáč) |
| 7,0     | Rapovce                        |                                                                             |
| 11,6    | Kalonda                        |                                                                             |
| ±12,4   | Grens                          | grensovergang Slowakije / Hongarije                                         |
| 12,9    | Ipolytarnóc (s)                | Hongarije                                                                   |
| 16,1    | Litke                          | Hongarije                                                                   |
| 25,4    | Nógrádszakál                   | Hongarije                                                                   |
| 27,8    | Grens brug over de rivier Ipeľ | grensovergang Hongarije / Slowakije                                         |
| 29,0    | Bušince                        | Slowakije                                                                   |
| 33,9    | Malé Straciny                  |                                                                             |
| 41,0    | Veľký Krtíš (s)                |                                                                             |